# Gyrinomimus andriashevi
Gyrinomimus andriashevi är en fiskart som beskrevs av Fedorov, Balushkin och Trunov, 1987. Gyrinomimus andriashevi ingår i släktet Gyrinomimus och familjen Cetomimidae. Inga underarter finns listade i Catalogue of Life.